# Otto Westling
Otto Jakob Westling, född 30 september 1905 i Ytterlännäs socken, död 10 mars 1988 i Sundbybergs församling, var en svensk fackföreningsman.
Otto Westling var son till sågverksarbetaren Alfred Westling och Maria Katarina Grundström. Efter avslutad skolgång började han arbeta på sågverksbrädgården i Väja och ingick 1925 i den lokala avdelningen av Svenska sågverksindustriarbetareförbundet. Där var han kassör och statistikförare några år, och valdes även till revisor i Ådalens samorganisation. Sedan han genomgått Hola folkhögskola 1929–1931 och Landsorganisationens skola i Brunnsvik 1933, anställdes han 1936 som funktionär i Sågverksindustriarbetareförbundet och var efter vartannat ombudsman, kassör och andre sekreterare samt tjänstgjorde samtidigt som funktionär i Sågverksindustriarbetareförbundet, och var efter vartannat ombudsman, kassör och andre sekreterare samt tjänstgjorde samtidigt som studiesekreterare inom förbundet. Westling anställdes 1947 som ombudsman i Landsorganisationen och var från 1948 dess sekreterare. I Arbetarskyddsstyrelsen företrädde han arbetstagarna i arbetstidsärenden. Westling var representativ för en yngre generation av LO-funktionärer som hade en mer rationell syn på arbetet jämfört med de tidiga pionjärerna. Han drev frågan om en arbetslöshetskassa och en sammanslagning med Träindustriarbetareförbundet. Han arbetade även för ett intensifierat studiearbete inom organisationerna.